# کون چانگ هون
این یک نام کره‌ای است؛ نام خانوادگی Kwon است.
کون چانگ هون (کره‌ای: 권창훈؛ زادهٔ ۳۰ ژوئن ۱۹۹۴) یک بازیکن فوتبال اهل کره جنوبی است که در پست هافبک برای سوون سامسونگ در کی لیگ بازی می‌کند.
وی همچنین در تیم ملی فوتبال کره جنوبی بازی کرده است.